# Spagna Borbonica
La Spagna Borbonica inizia nel XVIII secolo con l'ascesa al trono spagnolo di re Filippo V, il primo sovrano della dinastia dei Borbone. Dopo la crisi economica e burocratica che il paese aveva attraversato negli ultimi anni della dinastia asburgica, nel XVIII secolo i Borbone inaugurarono una politica di riforme e di "dispotismo illuminato" finalizzato a modernizzare le istituzioni e le infrastrutture del paese.
Lo slancio riformatore culminò con il regno di Carlo III (già re di Napoli e della Sicilia, re di Spagna dal 1759 al 1788), e con l'opera del ministro José Moñino, conte di Floridablanca.
Il secolo iniziò con la guerra di successione spagnola, causata dall'ascesa al trono di Filippo V, nipote di Luigi XIV di Francia e finì con le guerre napoleoniche, in cui la Spagna si trasformò in un campo di battaglia. I successori di Carlo III, assieme a guerra, interventi stranieri, ribellioni nelle colonie, corruzione nella macchina statale e paura per le riforme, ebbero da governare un paese sempre più instabile. Il peggioramento della situazione politica ebbe come conseguenza anche le guerre carliste nel XIX secolo.

## La guerra di successione (1700-1714)

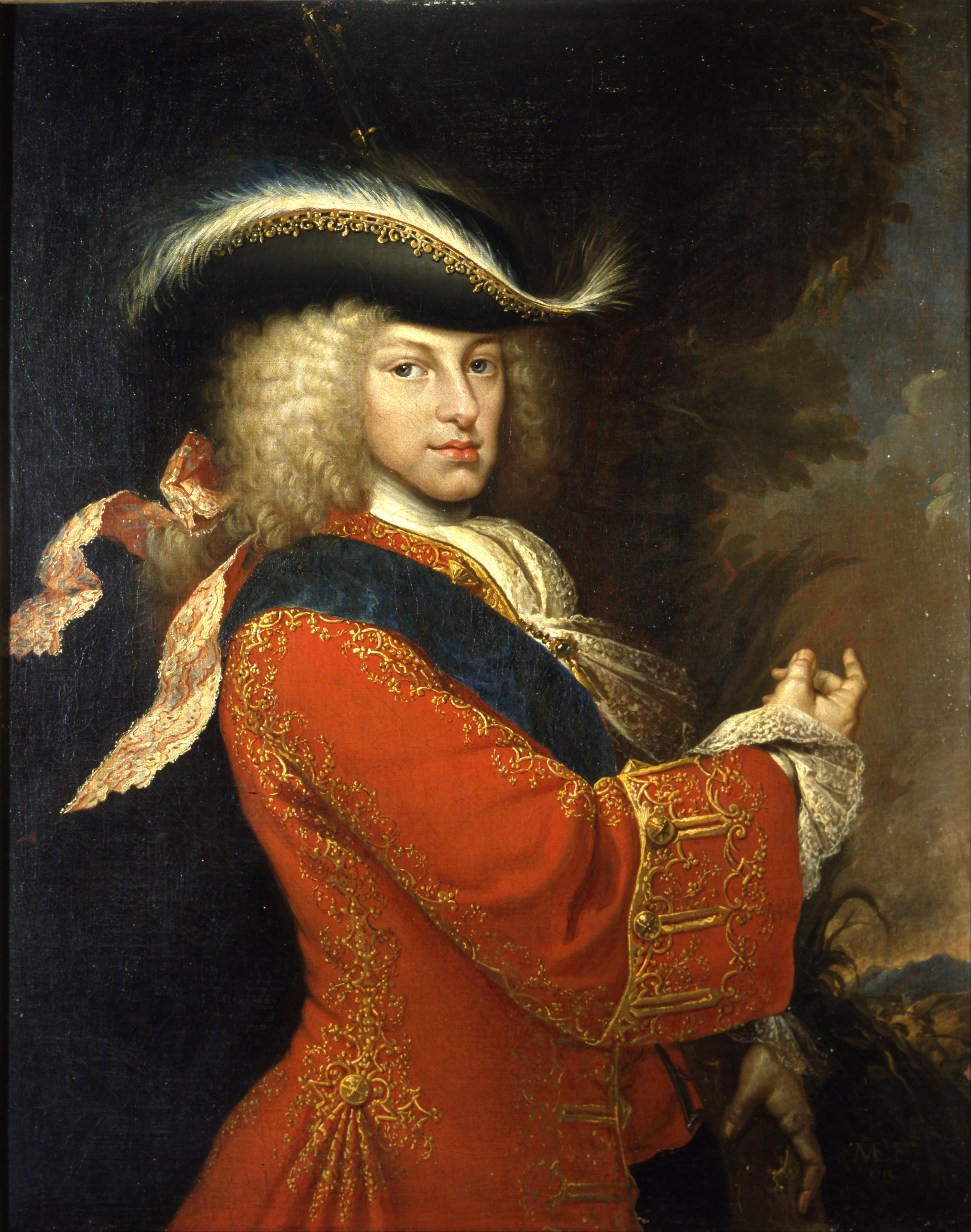
Il Principe Filippo d'Angiò, nipote di Luigi XIV di Francia e futuro re di Spagna, col nome di Filippo V in tenuta da caccia

Gli ultimi anni di regno di Carlo II, malato e senza figli, furono dominati dalle manovre politiche per determinare il successore all'ultimo e sfortunato esponente degli Asburgo di Spagna. I problemi economici, il decadimento della burocrazia, una serie di sconfitte nelle guerre contro i francesi e la crisi delle strutture coloniali nel XVII secolo avevano lasciato Carlo II a capo di una potenza in declino e le limitate attitudini fisiche ed intellettuali del sovrano non gli avevano consentito di risolvere i problemi del paese. Ad ogni modo, la vastità delle colonie nel Nuovo Mondo, assieme alla sua potenza navale, rendevano la Spagna uno dei cardini dell'equilibrio europeo. Se al trono fosse salito un parente del Re francese o, ancora di più, se i due paesi fossero stati uniti sotto uno stesso monarca, il sistema di potenze in Europa sarebbe stato squilibrato, a favore della Francia. In caso contrario, ossia se la Spagna fosse passata ad un altro membro della famiglia Asburgo, lo status quo sarebbe rimasto invariato. La Spagna non era più il gigante della politica europea come nel XVI secolo, ma si era ridotta ad un bottino per le grandi potenze del continente.

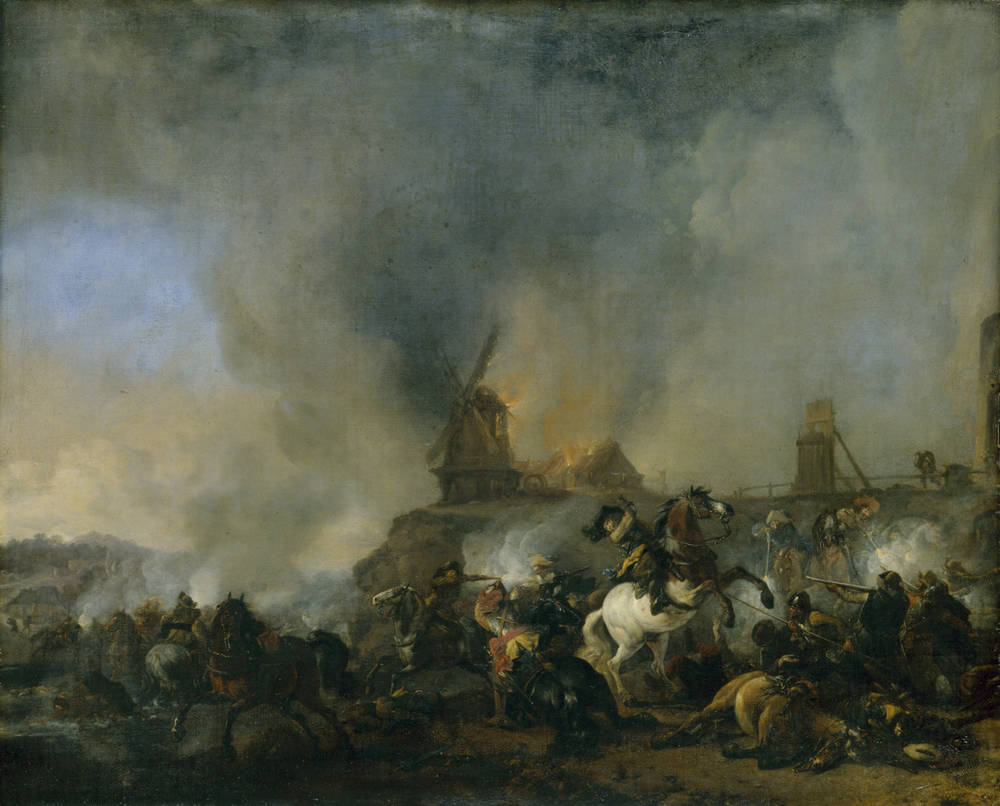
Cavalieri di fronte a un mulino incendiato, di Philips Wouwerman. La campagna spagnola venne devastata nel corso della Guerra di Successione.

Carlo II, che era stato spesso ridicolizzato dal padre e dalla famiglia, in uno dei suoi ultimi atti ufficiali decretò che la corona sarebbe passata a suo nipote Filippo d'Angiò, appartenente alla dinastia dei Borbone e nipote anche di Luigi XIV di Francia. I legittimisti della Castiglia, per cui la successione al trono del parente più prossimo al re valeva più della continuità dinastica furono favorevoli alla decisione del sovrano. I circoli di corte e della burocrazia erano anche preoccupati dall'indipendenza del paese. In ogni caso già il 16 dicembre Luigi XIV annunciò ufficialmente che Filippo d'Angiò era il nuovo Re di Spagna e l'ambasciatore spagnolo a Parigi, dichiarò che "i Pirenei non esistono più!".
Il pretendente al trono degli Asburgo, l'Arciduca Carlo, si lamentò per essere stato escluso dal trono ingiustamente. Inghilterra e Sette Province (gli attuali Paesi Bassi), che avevano sostenuto il Duca di Baviera Giuseppe Ferdinando, per impedire che Francia o Austria diventassero troppo potenti, decisero di appoggiare gli Asburgo, in quanto male minore, dopo la morte del loro candidato. Sostenuta dai due alleati, l'Austria decise di entrare in guerra dopo che la Francia rifiutò un piano di spartizione. Cominciò così la Guerra di successione spagnola.
Le cortes spagnole rimasero divise sul tema e, quando iniziò nel 1702, la guerra divenne anche civile. Valencia, la Catalogna e l'Aragona si pronunciarono per il pretendente austriaco, temendo (a ragione), che il re Borbone avrebbe tentato di cambiare il sistema di amministrazione decentralizzata, che consentiva a catalani ed aragonesi un notevole grado di autonomia da Madrid. Un esercito anglo olandese, partendo dal Portogallo, attaccò la Spagna nel 1705, ma fu, per il momento, respinto. La guerra sugli altri fronti sembrava, all'inizio, andare bene per la Francia e per il suo candidato, ma nella Battaglia di Blenheim, l'Austria fu salvata dall'intervento di un corpo di spedizione britannico comandato dal Duca di Marlborough. Seguirono dieci anni di combattimenti, in Germania, in Italia, nella penisola Iberica, nei Paesi Bassi e anche nel Nuovo Mondo (dove il conflitto è noto come Guerra della regina Anna). La stessa Madrid venne occupata nel 1706 e nel 1710. Il territorio spagnolo venne devastato dalle operazioni e dal passaggio degli eserciti, sia stranieri che nazionali, oltre che dai rivoltosi aragonesi, catalani e valenzani.

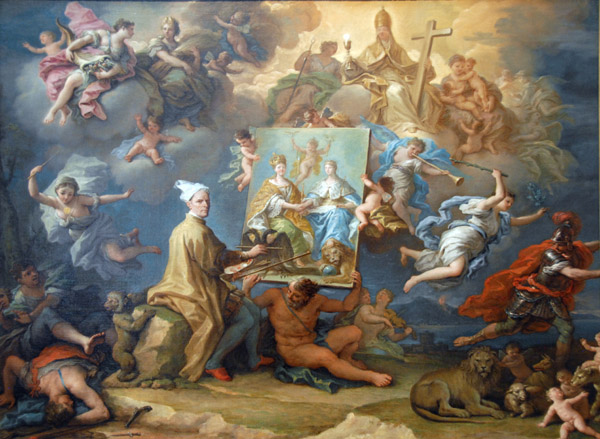
Allegoria del Trattato di Utrecht (1713) che pose fine alla Guerra di Successione Spagnola

Una pace di compromesso venne raggiunta con il Trattato di Utrecht nel 1713, tra la Francia e gran parte delle altre potenze in lotta. La pace con l'Austria sarebbe stata raggiunta l'anno dopo, a Rastadt, ma nulla di nuovo venne praticamente aggiunto. Per il complesso dei due trattati di pace, la Francia e gli Alleati si accordarono che Filippo sarebbe diventato re di Spagna col nome di Filippo V, ma che i troni di Spagna e Francia non avrebbero potuto essere uniti. Mentre il territorio della Francia rimase praticamente intatto (dovette cedere all'Inghilterra alcuni territori canadesi), la Spagna venne costretta a rinunciare a molte parti del suo impero. I possedimenti italiani vennero divisi tra Austria (che si vide assegnare il Regno di Napoli, Milano e la Sardegna) ed i Savoia, che ebbero la Sicilia, con l'annesso titolo regale. I Paesi Bassi spagnoli andarono all'Austria. La Gran Bretagna ebbe Minorca e Gibilterra, assieme a due privilegi commerciali con le colonie spagnole in America, l''asiento de negros, ovvero il monopolio del commercio degli schiavi africani verso le colonie stesse e il cosiddetto vascello di permissione, ossia l'autorizzazione ad un vascello inglese di attraccare una volta l'anno in uno dei porti dell'America meridionale per poter commerciare liberamente le proprie merci.
Anche dopo la pace ed il ritiro delle truppe britanniche, comunque, la Catalogna - che aveva combattuto contro il pretendente francese al grido di "Privilegis o Mort" - continuò a combattere. Barcellona fu ripresa dalle forze spagnole solo verso la fine del 1714, dopo che gran parte del paese era stato devastato nella resistenza. Al termine del conflitto Filippo V emanò i decreti di Nueva Planta, con cui abolì la Corona d'Aragona per trasformare la Spagna in uno Stato centralizzato sul modello francese, estendendo a tutto il paese le istituzioni della Castiglia. Per questo motivo la ricorrenza della caduta di Barcellona (11 settembre 1714) è dal 1980 festa nazionale della Catalogna (Diada Nacional de Catalunya).

## Il regno di Filippo V dopo il trattato di Utrecht (1713-1746)

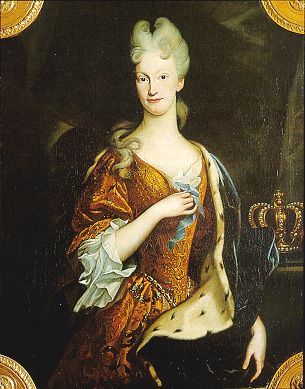
La regina Elisabetta Farnese, seconda moglie di Filippo V

Filippo V fu un buon amministratore, centralizzò il governo eliminando i parlamenti regionali e iniziò ad armonizzare le leggi delle varie parti che componevano l'Impero spagnolo. Si circondò di capaci ministri italiani e francesi, per limitare il ruolo dei ministri che avevano fatto carriera negli ultimi anni dell'amministrazione asburgica ed erano inefficienti e corrotti.
Filippo, che spesso si lasciava guidare dalla moglie Elisabetta Farnese, intraprese anche una politica estera aggressiva, che coinvolse la Spagna in una serie di costose guerre.
La perdita di una parte notevole dei territori che gli erano stati assegnati da Carlo II e l'ambizione personale, spinsero Filippo a nutrire una certa contrarietà verso i risultati della pace. La moglie Elisabetta - appartenente alla famiglia ducale di Parma - e il cardinale Giulio Alberoni, ministro favorito dalla regina, spingevano affinché si restaurassero i diritti della corona spagnola sull'Italia. Alberoni condusse un'energica politica di riforme, indirizzate a rivitalizzare l'economia spagnola. Vennero ridotte le frontiere interne per favorire il commercio e si riorganizzò la marina. Filippo ebbe così le risorse per contestare i trattati del 1713 e del 1714.
Un'alleanza tra Francia, Gran Bretagna e Olanda condannò le ambizioni spagnole. Nel 1717, Filippo invase la Sardegna, uno dei territori ceduti all'Austria dopo la Guerra di Successione.
L'anno dopo, fu la volta della Sicilia. Si formò così una quadruplice alleanza tra Gran Bretagna, Francia, Austria e Olanda per opporsi alle pretese di Filippo.
Nel 1720, dopo che le sconfitte spagnole avevano costretto Filippo a espellere Alberoni dalla Spagna, venne siglata la pace dell'Aia, in cui le parti riconoscevano sostanzialmente i trattati di Utrecht e di Rastadt (i Savoia perdevano la Sicilia a favore dell'Austria, ricevendo in cambio la Sardegna).

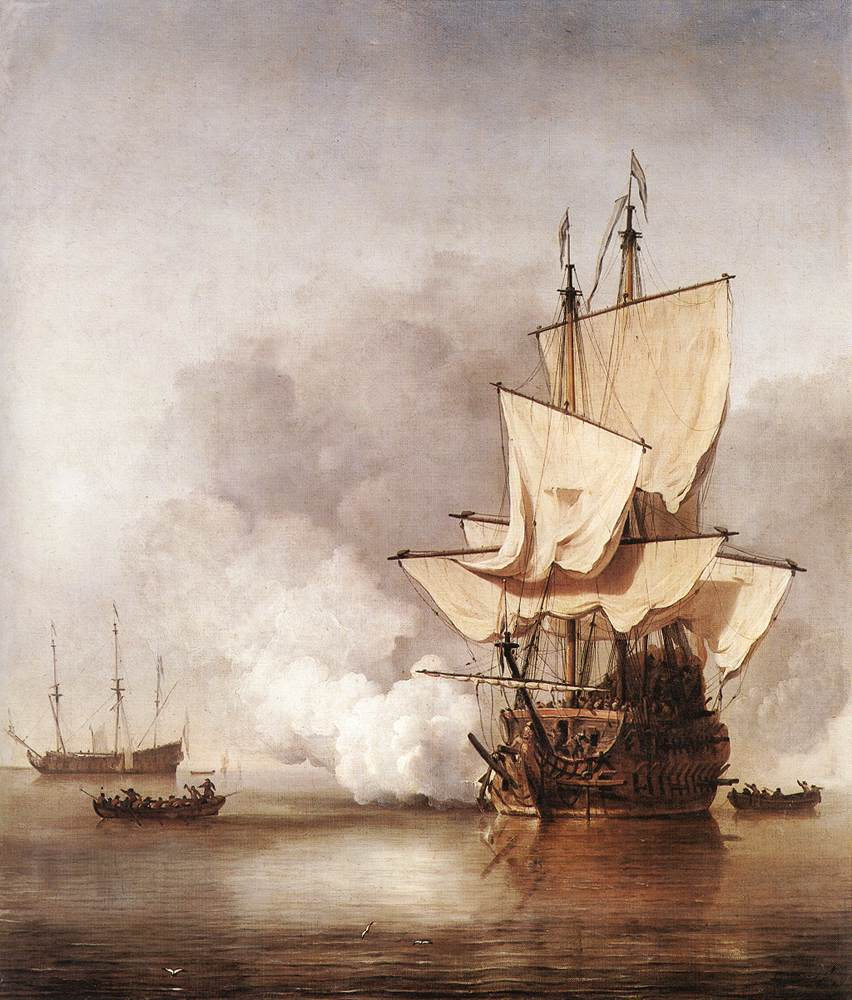
Il colpo di cannone di Willem van de Velde il Giovane. Spagna e Inghilterra, nel corso del XVIII secolo, si confrontarono spesso in battaglie navali, combattute nel Nuovo Mondo e nel Mediterraneo

La Spagna tentò ancora di riottenere qualcuno dei territori persi nella guerra anglo-spagnola dal 1727 al 1729. Nel 1725 si concluse un'alleanza con gli austriaci, che si resero disponibili ad aiutare la Spagna nel suo tentativo di riprendere ai britannici le importanti posizioni mediterranee di Minorca e Gibilterra. Per tutta risposta, Charles Townshend, segretario di stato britannico, formò un'alleanza con Francia e Olanda. Quando Filippo assediò Gibilterra, l'Austria si rifiutò di aiutarlo contro la potente alleanza nemica e la Spagna si trovò così, ancora una volta, sola. I britannici decisero di devastare le colonie spagnole nel Nuovo Mondo e d'interromperne le spedizioni di oro e argento verso la madrepatria, per impedire che Filippo convincesse gli Austriaci ad intervenire mediante generosi finanziamenti. Il piano ebbe successo e la Spagna fu costretta alla pace nel 1729. Elisabetta Farnese realizzò comunque uno dei suoi propositi: a suo figlio Carlo vennero assicurati i diritti di successione del Ducato di Parma e Piacenza e del Granducato di Toscana.
Dopo il 1729, Filippo fu più restio a utilizzare la forza militare e cercò principalmente di assicurarsi l'appoggio degli alleati, in particolar modo della Francia, sul cui trono sedevano suoi parenti. Col primo "trattato di famiglia" (detto anche "trattato dell'Escorial") i due stati borbonici si riavvicinarono, dopo la crisi determinata dalla Quadruplice alleanza. Ciò portò all'alleanza con i francesi nella guerra di successione polacca, durante la quale furono conquistate le Due Sicilie per Carlo. La conquista fu riconosciuta dalla pace di Vienna del 1738, che tuttavia impose a Carlo di cedere Parma (di cui era duca dal 1731) a Maria Teresa d'Austria e i diritti sulla Toscana a Francesco Stefano di Lorena. Una nuova guerra contro la Gran Bretagna (la cosiddetta guerra dell'orecchio di Jenkins, dal 1739 al 1741) spinse Filippo ad allearsi ancora col vicino francese. Un secondo patto di famiglia venne siglato nel 1743 in vista della guerra di successione austriaca, tramite la quale il Ducato di Parma e Piacenza tornò in mano borbonica, venendo assegnato dalla pace di Aquisgrana del 1748 all'infante Filippo, secondogenito della Farnese.

## Il regno di Ferdinando VI (1746-1759)

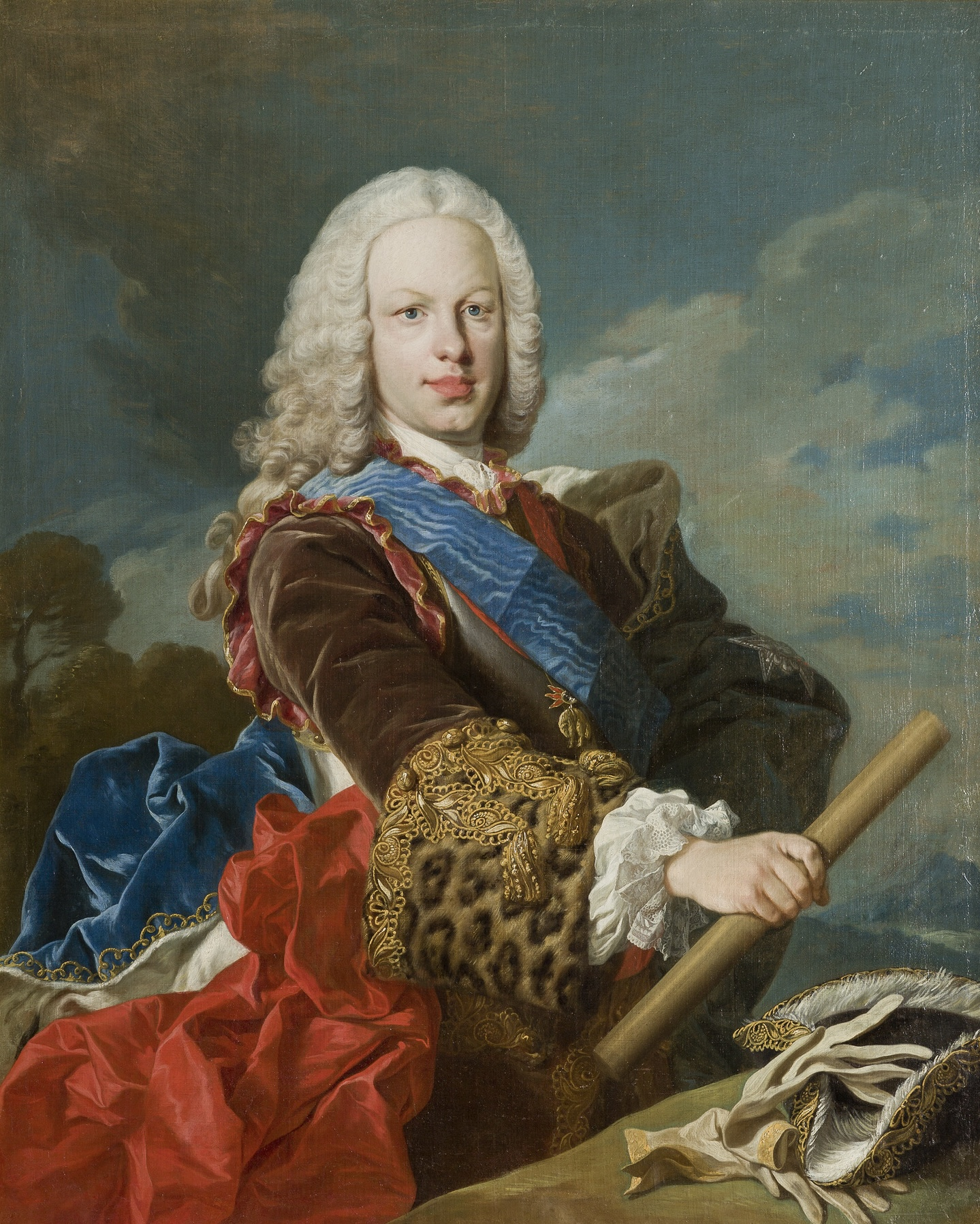
Ferdinando VI di Spagna (re dal 1746 al 1759)

Filippo morì nel 1746, due anni prima della fine della guerra di successione austriaca. Suo successore al trono fu il figlio Ferdinando VI. Ferdinando era nato dal primo matrimonio di Filippo, quello con Maria Luisa di Savoia.
Negli ultimi anni del regno di Filippo V, gran parte delle riforme furono affidate a ministri. Il giovane ed ambizioso Zenón de Somodevilla y Bengoechea era stato nominato Marchese di Ensenada per il suo lavoro diplomatico dopo la Guerra di Successione polacca. Nel 1743 divenne il favorito di Filippo ed Elisabetta e, fino alla morte del re, fu il vero governante della Spagna. Ensenada condusse una politica estera cauta, ma indipendente, che si proponeva di non legare troppo strettamente il paese alla Francia o alla Gran Bretagna e di creare un ambiente stabile e pacifico, in cui fosse possibile riformare le istituzioni spagnole.
La fine della guerra austriaca aveva procurato ad Ensenada una vittoria, che consolidò il suo prestigio. Il nuovo re Ferdinando VI, figlio di primo letto di Filippo V aveva però sofferto molto, da bambino, sotto la forte influenza che la matrigna Elisabetta Farnese riusciva ad esercitare sul re e, salito al trono, rimase sempre insicuro delle sue capacità. Elisabetta, che aveva in realtà controllato Filippo V, abbandonò la corte dopo la morte del marito.
Come il padre, anche Ferdinando era estremamente devoto alla moglie e anche la nuova regina determinò gran parte delle decisioni politiche. Quando venne incoronato, nel 1746, si disse che: "La Regina Barbara è succeduta alla Regina Elisabetta". Dal canto suo, la regina Maria Barbara di Braganza, membro della famiglia reale portoghese, portò avanti una politica di neutralità, coincidente con le opinioni degli ambienti di Corte a lei più vicini e molto diversa dalla politica interventista di Elisabetta.
Ferdinando raccolse i frutti delle riforme portate avanti dal padre. Era un governante sensibile e nel 1755 esentò dal pagamento delle imposte l'Andalusia, colpita da una grave siccità, destinando alla sfortunata regione grosse somme di denaro. Per il resto, delegò gran parte del suo lavoro ai suoi ministri più importanti.

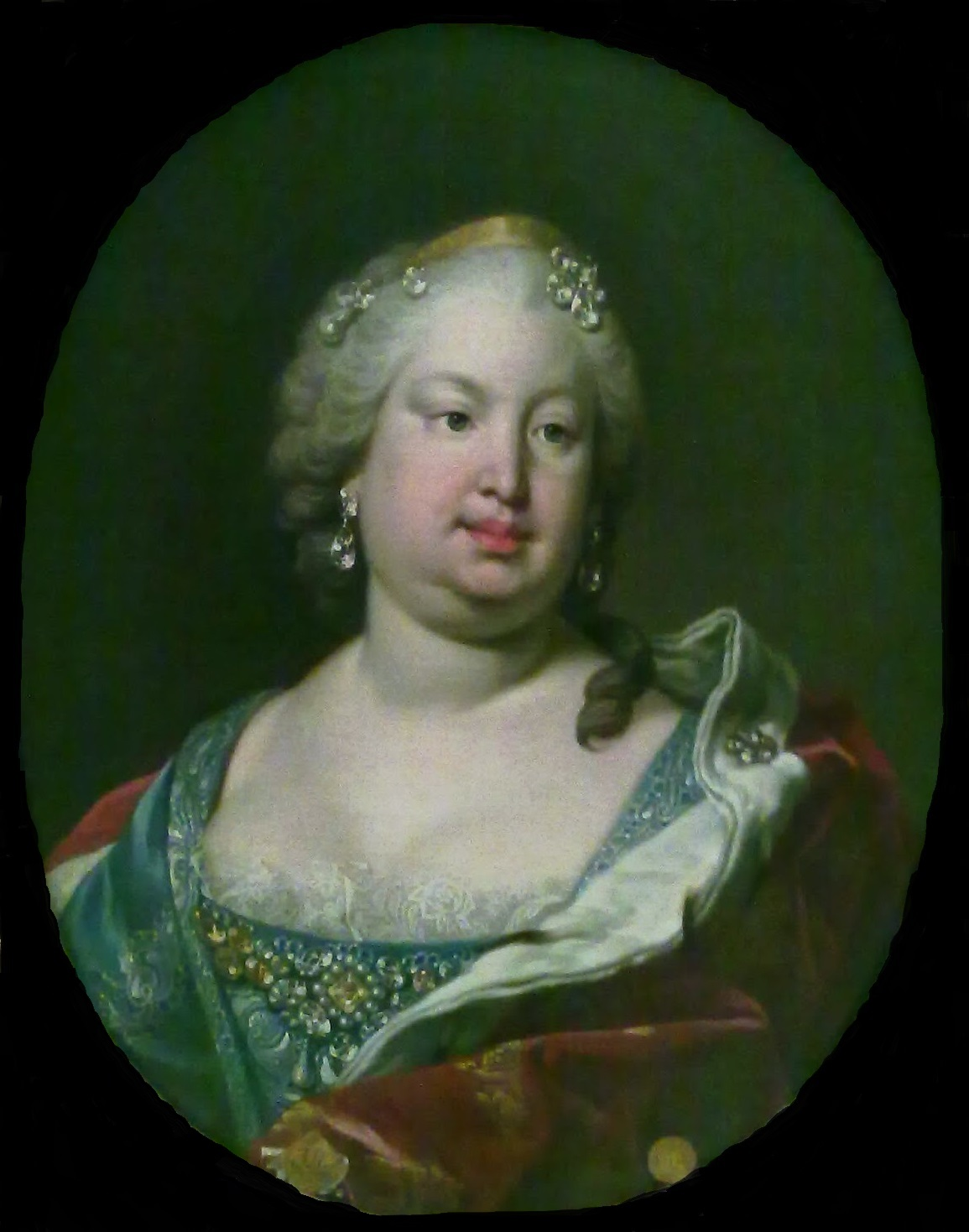
Maria Barbara di Braganza, regina di Spagna, moglie di Ferdinando VI

Ensenada continuò a essere il più importante personaggio della Corte per i primi anni del regno di Ferdinando. Dopo l'alleanza con la Francia nella Guerra di Successione Austriaca, ritenne che il rafforzamento di questo legame avrebbe potuto offrire una maggior protezione alla Spagna e avrebbe messo sotto controllo le mire britanniche sulle colonie. A lui si oppose la fazione filo britannica della corte, guidata da José de Carvajal y Lancaster, un gentiluomo anglo-spagnolo, discendente dalla Casa di Lancaster. Carvajal riteneva che le chiavi per assicurare la difesa e la modernizzazione della Spagna stessero in una stretta alleanza con la Gran Bretagna, la cui forza navale poteva essere utile nello sfruttamento delle colonie d'oltremare, mentre lo sviluppato commercio inglese avrebbe aiutato lo sviluppo economico del territorio metropolitano. Il risultato più durevole dell'opera di Carvajal fu, nel 1750, l'accordo con il Portogallo, che pose fine a un lungo conflitto a bassa intensità tra i due paesi nella Banda Oriental (odierno Uruguay meridionale).

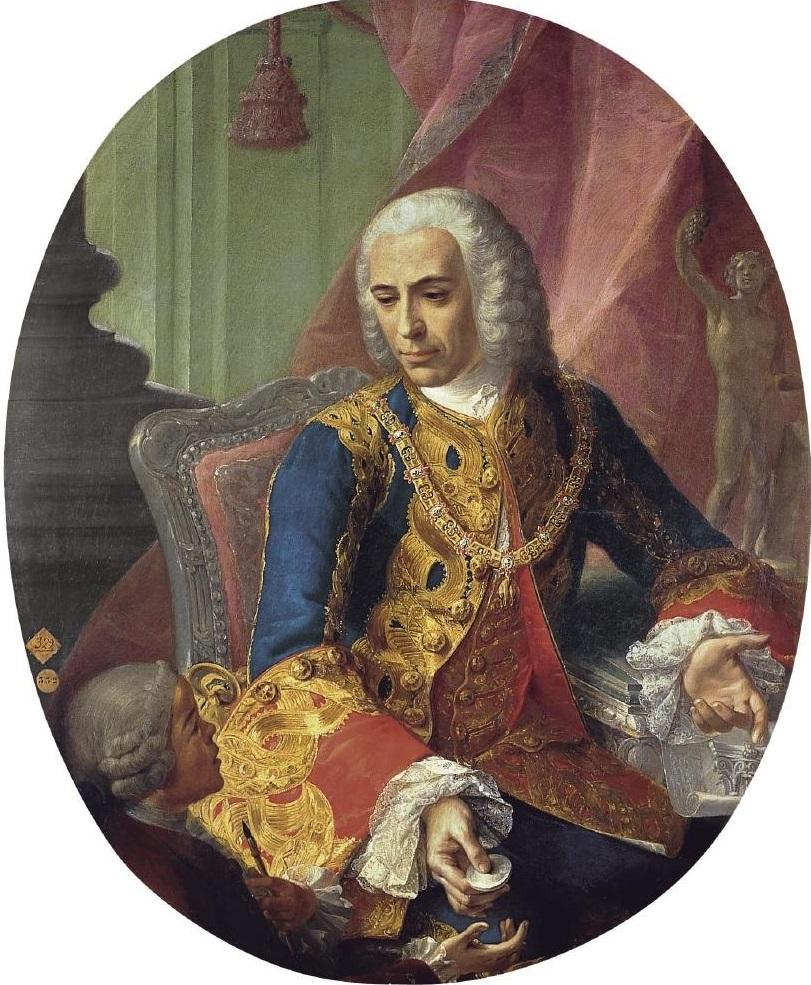
José de Carvajal y Lancaster, capofila della fazione filobritannica a Corte, durante il regno di Ferdinando VI

L'accordo col Portogallo avrebbe avuto ulteriori conseguenze importanti per la Spagna. L'accordo consegnò ai portoghesi sette missioni, fondate e condotte dai gesuiti nell'Uruguay meridionale. Il piano, avversato sia dai Gesuiti che dagli inglesi, incontrò l'opposizione delle missioni e dei nativi Guaraní, alleati della Compagnia di Gesù. Spagna e Portogallo risposero con la forza, sopprimendo la rivolta dei Gesuiti e dei nativi Guarani. La guerra della sette reducciones interruppe le tradizionali relazioni amichevoli tra il governo spagnolo e i Gesuiti, iniziando un periodo caratterizzato da politiche anti gesuite, sia in Spagna che in Portogallo, che sarebbero continuate sotto il regno di Carlo III di Spagna.
Uno scandalo di corte, causato da una cospirazione tra Carvajal e l'ambasciatore britannico, discreditò Ensenada a corte. Quando Carvajal morì nel 1754, Ferdinando e la regina destituirono Ensenada, temendo che le sue simpatie per la Francia, non più bilanciate da Carvajal, avrebbero portato a un'alleanza con Luigi XV e alla guerra. Un irlandese, Richard Wall, sostituì Ensenada come primo ministro. Wall, uno strenuo difensore della neutralità spagnola, riuscì a tenere il paese fuori dalle guerre per i rimanenti anni del regno di Ferdinando, nonostante lo scoppio del più grande conflitto europeo dai tempi della Guerra dei Trent'anni, la Guerra dei sette anni.
Sebbene la regina avesse sempre temuto la vedovanza, al punto di accumulare una grossa fortuna personale per tutelarsi nel caso la morte del marito l'avesse lasciata nel bisogno, fu proprio Maria Barbara a morire per prima, nel 1758. Profondamente addolorato dalla morte della moglie, Ferdinando divenne apatico e indifferente ai suoi doveri di re. Morì un anno dopo, nel 1759.

## Dispotismo illuminato (1759-1788)

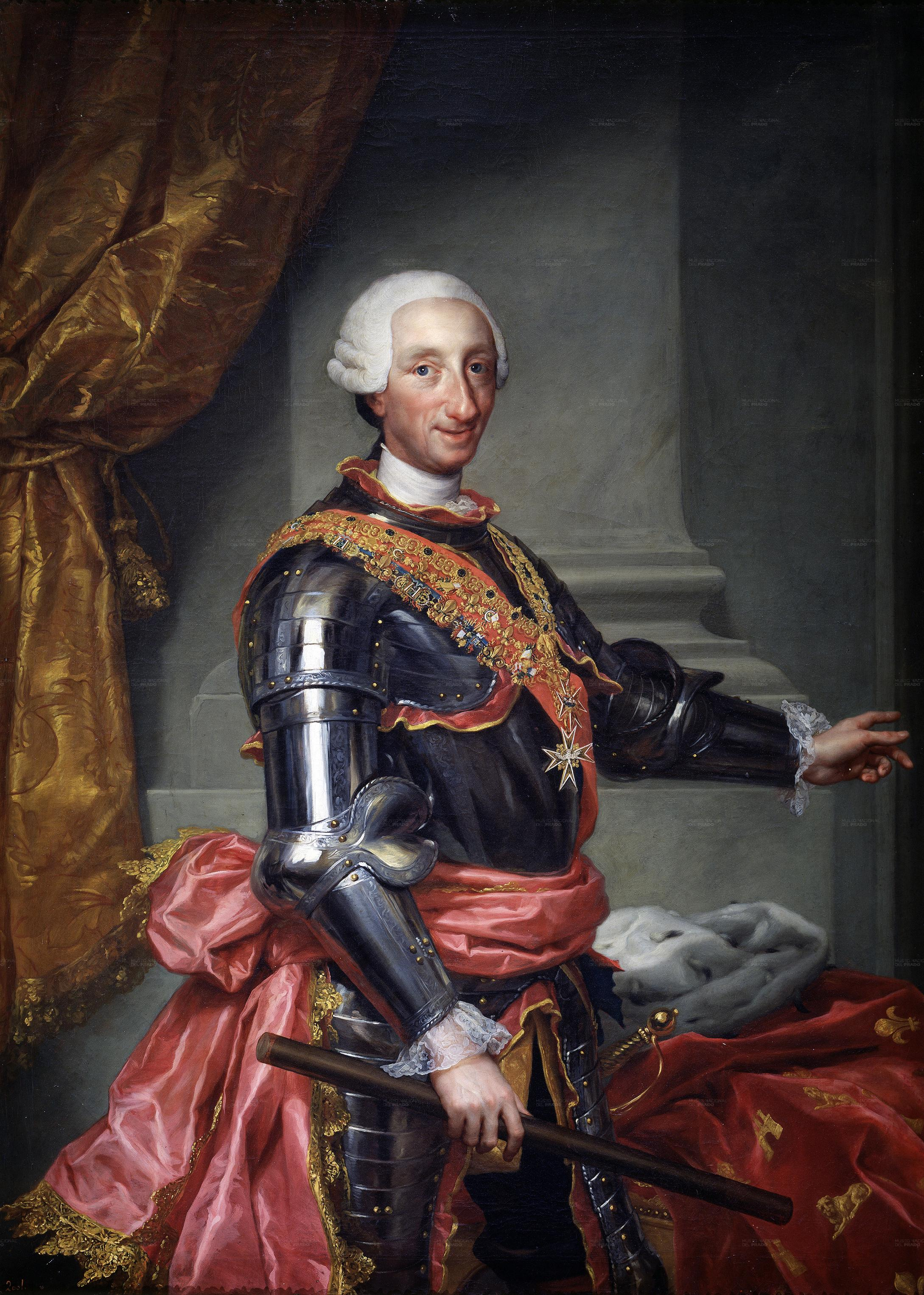
Carlo III di Spagna (re dal 1759 al 1788)

Successore di Ferdinando fu Carlo III, figlio di Filippo V e della seconda moglie Elisabetta Farnese. Carlo era stato nominato Duca di Parma all'età di sedici anni, su richiesta della madre. La sua esperienza di governo in Italia gli consentì di prendere confidenza con la pratica del dispotismo illuminato. In principio aveva fatto mostra di attitudini marziali e militaresche, acquisendo Napoli e la Sicilia con la forza delle armi e diventando Re delle due Sicilie, sebbene fosse di indole piuttosto pacifica. Arrivato in Spagna, non condivise la predilezione di Carvajal per l'alleanza con la Gran Bretagna. Guardava infatti ai britannici con una certa diffidenza, da quando la loro flotta lo aveva costretto alla neutralità durante la Guerra di successione austriaca.
Carlo era stato introdotto alle riforme in Sicilia dal suo mentore, Bernardo Tanucci. Anche se Tanucci rimase in ombra nelle Due Sicilie per consigliare il figlio di Carlo, Re Ferdinando I delle Due Sicilie, dato che i due troni non potevano essere uniti come conseguenza di precedenti trattati, Carlo portò con sé un gruppo di riformatori italiani che videro possibilità di ammodernamento nella burocrazia spagnola. L'architetto della prima fase delle riforme di Carlo III fu uno di questi, Leopoldo de Gregorio - un uomo di umili origini la cui abilità come fornitore militare per l'esercito napoletano impressionò il re e lo fece elevare alla dignità di corte. Nominato "Marchese di Esquilache" nel 1755, Gregorio fu uno dei principali statisti spagnoli a partire dall'arrivo di Carlo III e fino a quando morì nel 1785.

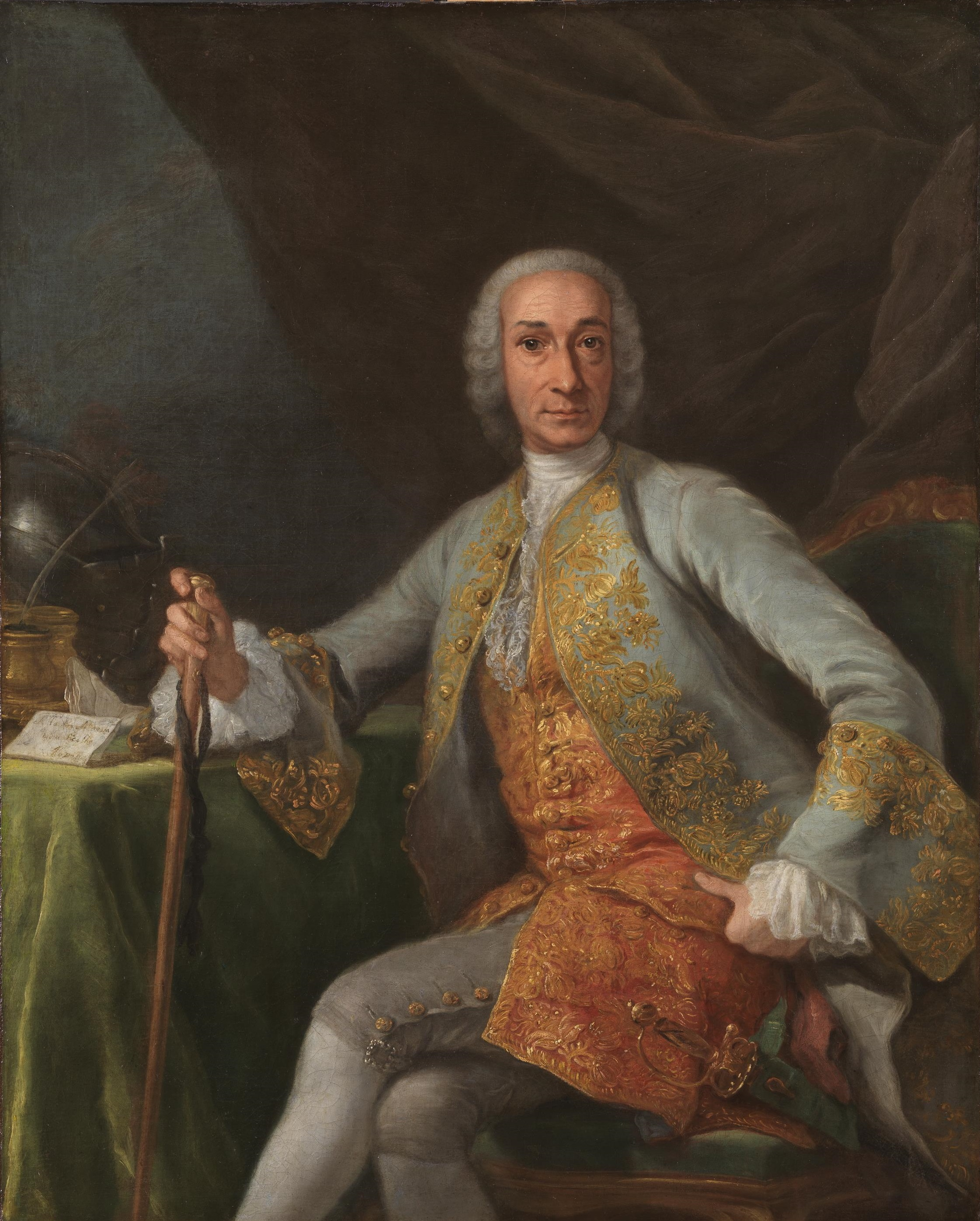
Leopoldo de Gregorio, marchese di Squillace, statista e riformatore spagnolo di Re Carlo III

Anche se la guerra dei sette anni era scoppiata nel 1756, la Spagna riuscì a restare neutrale durante il ministero di Richard Wall, che continuò a guidare il governo spagnolo nei primi anni di regno di Carlo III. Questi, comunque, portava rancore verso gli inglesi e mentre la guerra diventava sempre più disperata per la Francia, andò contro i desideri del suo primo ministro e intervenne a favore dei francesi nel 1762. La Spagna andò male in guerra, vedendosi respinta in Portogallo mentre i britannici occuparono L'Avana e Manila nel giro di un anno. La Florida venne ceduta ai britannici e la Spagna riconobbe il controllo di questi su Minorca e Gibilterra nel 1763, anche se la Louisiana venne data alla Spagna per compensarla delle sue perdite. Dopo il Trattato di Parigi (1763), comunque, la Spagna poté concentrarsi sul suo sviluppo interno.
Di gran lunga il maggiore proprietario terriero di Spagna, la Chiesa era stata trattata con gran beneficenza dai monarchi spagnoli del sedicesimo secolo - Filippo IV in particolare, donò ampi tratti di territorio per pietà religiosa. Gran parte di queste terre finirono inutilizzate, e buona parte del resto del paese era di proprietà dagli hidalgo che vivevano principalmente sfruttando lo Stato. Il sistema era divenuto da lungo tempo obsoleto, e una popolazione crescente (la popolazione spagnola crebbe da otto a dodici milioni tra il 1700 e la Rivoluzione francese) aveva posto grande pressione sul governo per delle riforme. Come nel vicino Portogallo, l'antiquata burocrazia spagnola era divenuta dipendente dalle entrate e dalla produzione delle sue colonie, per sostenere una enorme e ingestibile classe di nobili e clero, proprietari terrieri e improduttivi.

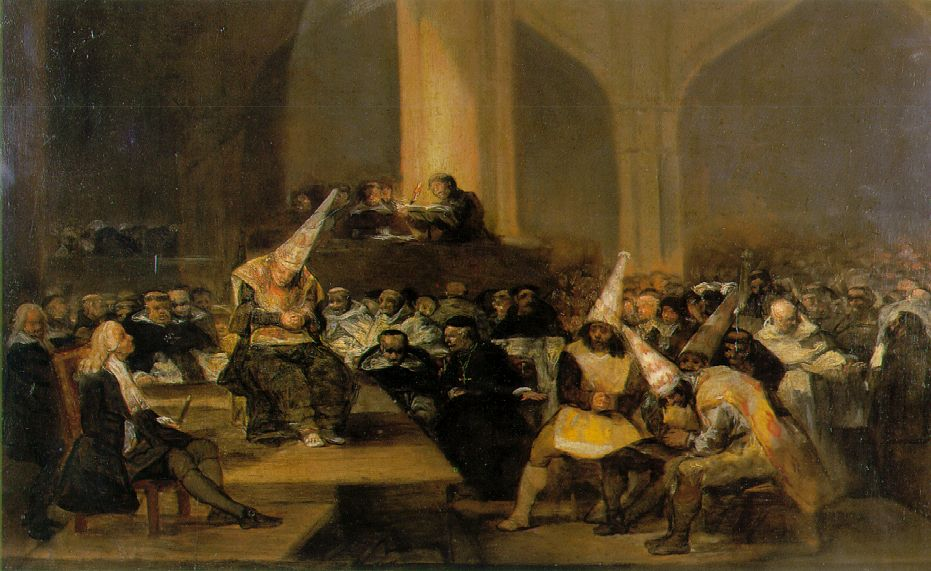
Scena dell'Inquisizione di Francisco Goya. L'Inquisizione spagnola funzionava ancora alla fine del diciottesimo secolo.

L'Illuminismo era stato un portatore di anticlericalismo di Europa, e Carlo, nell'applicare le sue lezioni alla Spagna, si comportò similarmente. Ferdinando VI si era impegnato per ridurre il potere dei Gesuiti in Spagna e aveva fatto sì che i monarchi spagnoli nominassero i propri vescovi, un potere che i sovrani francesi detenevano fin dal XV secolo. Carlo, che sosteneva una politica radicale e una rapida modernizzazione del paese, espulse completamente l'ordine dei Gesuiti dalla Spagna nel 1767 (si veda Soppressione dei Gesuiti). L'inquisizione venne ridotta, ma non completamente eradicata; ancora nel 1787, una donna venne bruciata sul rogo come strega.
Le riforme terriere e agricole posero un nuovo fardello sulle spalle della società spagnola e alienarono le simpatie di clero e nobiltà terriera. Carlo scelse di allearsi con la classe mercantile e la crescente classe media del suo paese, che giunse a un nuovo livello di prosperità durante il suo regno. Sostenitore del libero scambio, Carlo ridusse i dazi doganali che erano stati al centro della politica commerciale spagnola per secoli. Il Marchese di Esquilache liberalizzò con successo il commercio del grano nel 1765.

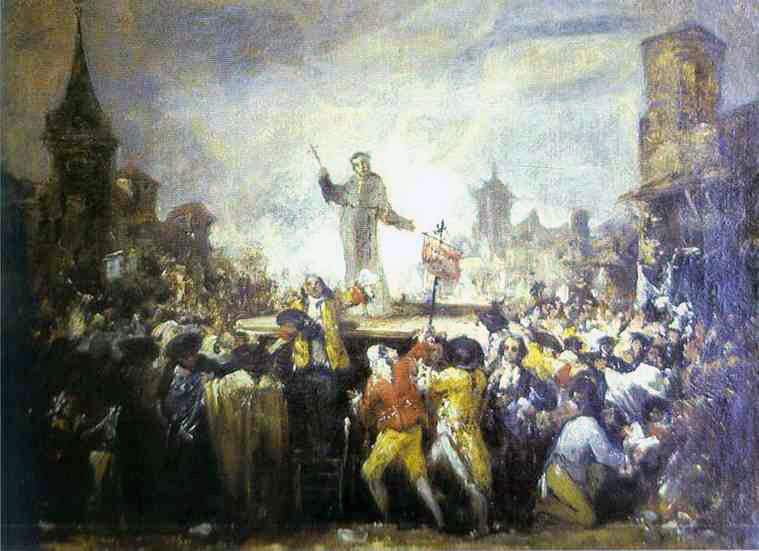
"Motin de Esquilache", di Francisco Goya. La liberalizzazione del commercio del grano da parte di Leopoldo de Gregorio, marchese di Squillace causò un netto rialzo dei prezzi del grano e di conseguenza delle rivolte.

Anche se credeva nel governo centralizzato e continuò le riforme dei suoi predecessori per ridurre l'autonomia dei governi regionali, Carlo approvò la fondazione di prototipi delle camere di commercio (si veda Sociedad Económica de los Amigos del País) per incoraggiare lo sviluppo e l'iniziativa economica locali. L'infrastruttura nazionale venne migliorata per promuovere lo sviluppo delle manifatture spagnole, e venne implementato un sistema monetario unificato.
Le riforme non furono comunque prive di costi, e nel 1766, nel contesto di una carenza di grano a livello mondiale e delle difficoltà del recentemente liberalizzato commercio del grano, scoppiarono rivolte a Madrid e in altre città della Spagna, contro l'aumento dei prezzi del grano. I "Motin de Esquilache" allontanarono il re dalla capitale e imbarazzarono il suo primo ministro. Un funzionario aragonese, Pedro Pablo de Aranda, guadagnò importanza durante la crisi e guidò il governo durante l'assenza del re.

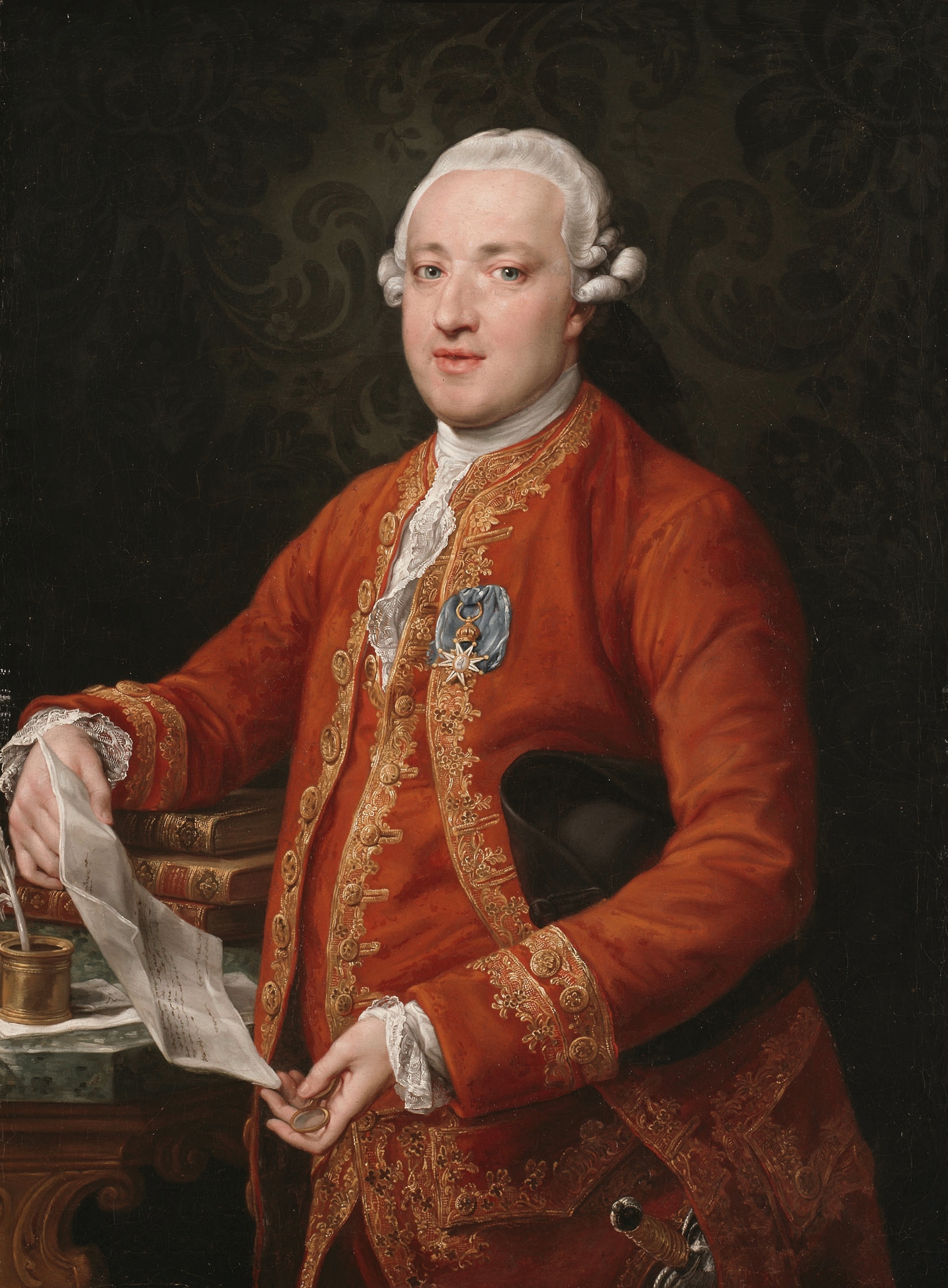
Il Conte di Floridablanca, statista e riformatore spagnolo, dipinto da Pompeo Batoni

Aranda, capo della fazione aragonese a corte, favorì un sistema di governo più decentralizzato. Esquilache, che in precedenza era ascoltato dal re, venne inviato all'estero come ambasciatore, e per un periodo Aranda fu la figura guida della politica spagnola. Un procuratore legale di nome José Moñino acquisì importanza come investigatore sulle rivolte e come aperto sostenitore delle politiche riformiste del re. Esquilache fece in modo di farlo nominare ambasciatore a Roma nel 1767; nel 1773 Moñino riuscì a far revocare al Papa lo statuto papale dell'Ordine dei Gesuiti. Per questo successo, Moñino venne nominato Conte di Floridablanca.
Il nuovo conte venne nominato primo ministro nel 1777 e intraprese la riforma materiale della burocrazia spagnola. Il suo principale successo in questo campo fu la creazione di un vero gabinetto di governo nel 1778 e la creazione della prima banca nazionale spagnola, la Banca Nazionale di San Carlos, nel 1782. Riconoscendo il danno arrecato con l'espulsione dei gesuiti, Floridablanca avviò una drastica riforma per assumere nuovi insegnanti e modernizzare il sistema educativo spagnolo. Il conseguimento più duraturo di Floridablanca fu la libertà di commercio per gli stranieri nella parte dell'Impero Spagnolo che si trovava nel Nuovo Mondo.
Anche se Floridablanca - come già Carvajal prima di lui - ammirava il sistema di governo britannico e credeva che relazioni cordiali con Giorgio III del Regno Unito fossero la miglior politica per la Spagna, la guerra d'indipendenza americana fu un'occasione troppo grande per re Carlo, e la Spagna andò in guerra contro i britannici nel 1779, a fianco di Francia e Paesi bassi, dopo aver fornito assistenza economica ai ribelli. Bernardo de Gálvez y Madrid, governatore della Louisiana Spagnola, guidò la campagna per rioccupare i forti persi contro i britannici fin dal 1762; Pensacola, in Florida, venne ripresa nel 1782, e le Bahamas furono riconquistate l'anno seguente. Il Trattato di Parigi (1783) ripristinò gran parte di ciò che la Spagna aveva perso nella guerra dei sette anni, compresa la Florida.

## I problemi con i vicini (1788-1808)

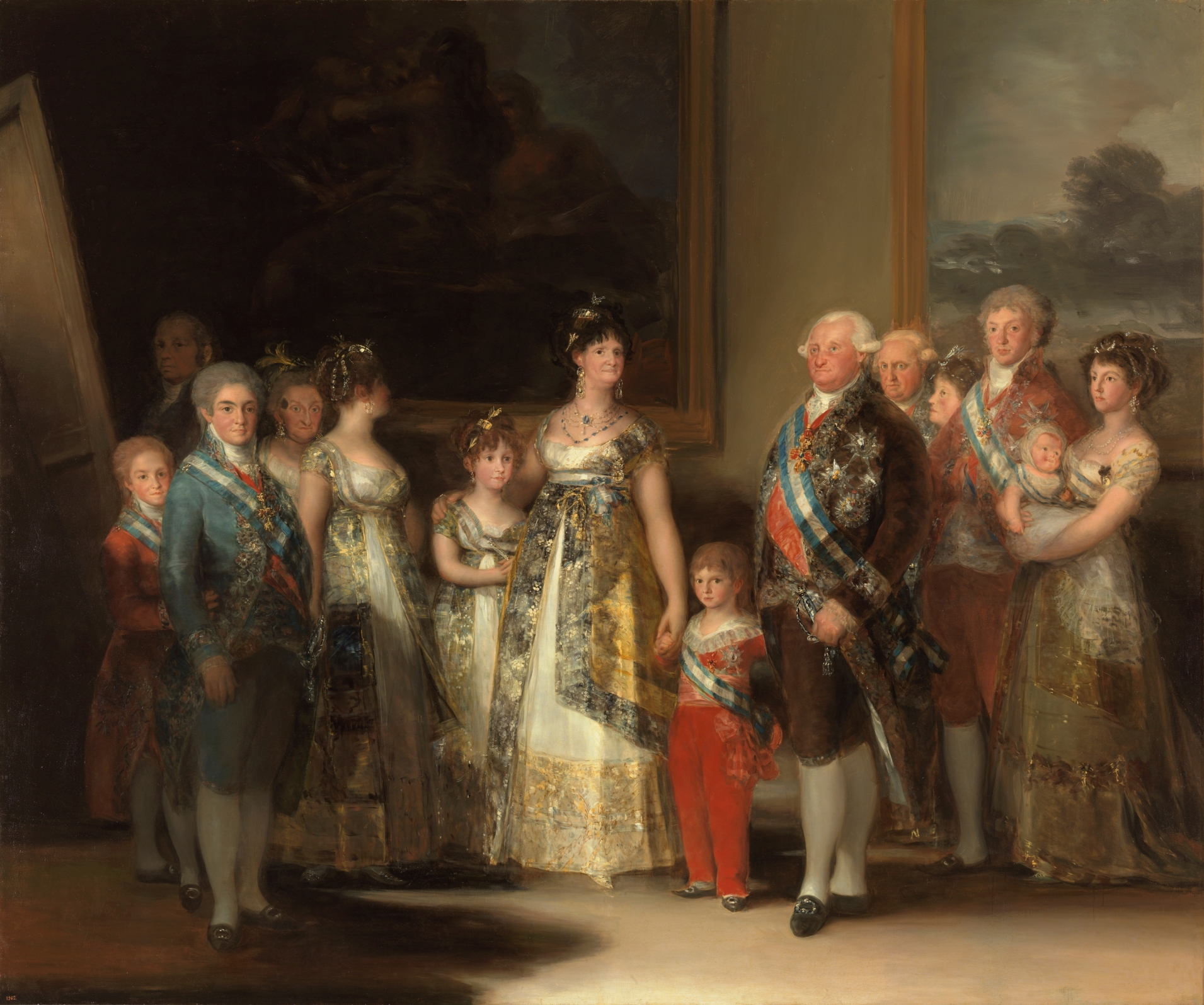
La famiglia di Carlo IV di Francisco Goya

Re Carlo III morì il 14 dicembre 1788. Sette mesi dopo i rivoluzionari francesi presero la Bastiglia, avviando la rivoluzione francese.
Il figlio maggiore di Carlo III era epilettico e ritardato, e perciò venne scavalcato nella successione al trono dal secondogenito, Carlo IV di Spagna. Quest'ultimo era visto da molti all'epoca come disinteressato alla politica quanto lo era stato Ferdinando IV. Il suo principale interesse all'arrivo in Spagna (era cresciuto a Napoli) era la caccia, e per tutto il suo regno, la sua politica fu dominata dai voleri della moglie.

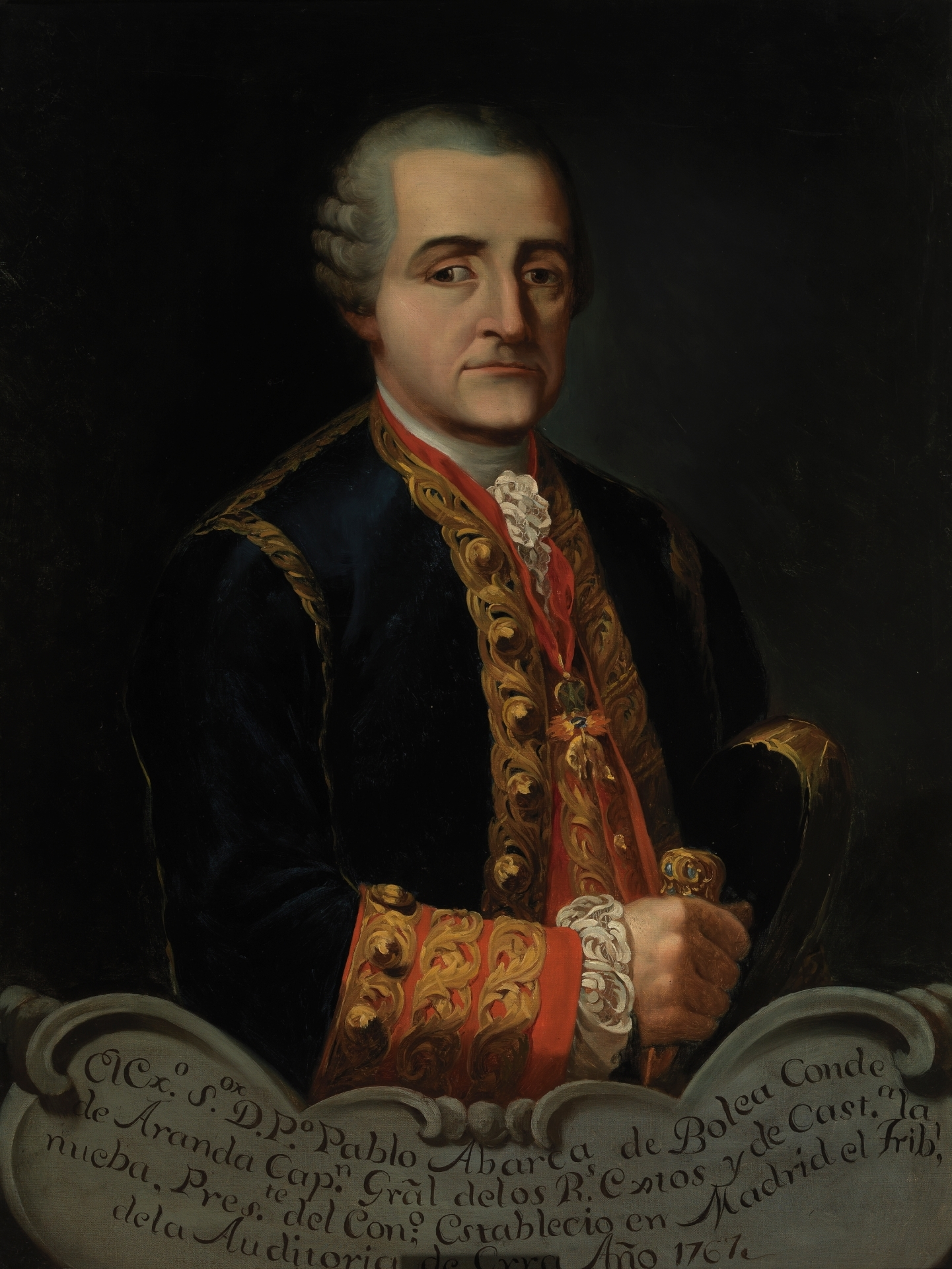
Il Conte di Aranda, capo della fazione aragonese alla corte di Carlo III e Carlo IV.

La moglie, Maria Luisa di Borbone-Parma, era comunque interessata ad un altro uomo che alla fine divenne il suo amante - Manuel de Godoy. Godoy, soldato proveniente da umile famiglia, era particolarmente bello, soprattutto quando Maria Luisa lo paragonava a Carlo IV; aveva fatto la sua conoscenza nel 1788, mesi prima che lei divenisse regina, e al momento della sua ascesa, Maria Luisa era completamente innamorata. Il re, caso abbastanza strano, aveva molto in simpatia Godoy, pur essendo ben conscio dell'adulterio di sua moglie, e Godoy divenne primo ministro di Spagna nel 1792.
Il primo ministro al momento dell'incoronazione di Carlo IV, José Moñino, Conte di Floridablanca, non venne estromesso facilmente e godeva di molti sostenitori a corte, e in particolare in Castiglia. Il principale avversario di Floridablanca nella politica spagnola era Pedro Pablo de Aranda, capo della fazione aragonese; Godoy strinse un'alleanza con Aranda, col quale aveva simpatizzato contro Floridablanca. Allo scoppiare della rivoluzione francese e con l'esecuzione di Luigi XVI nel 1792, il liberalismo di Floridablanca andò incontro a grande scetticismo. Aranda e Godoy fecero imprigionare Floridablanca nel 1792 con una accusa di peculato dalla quale venne in seguito prosciolto.

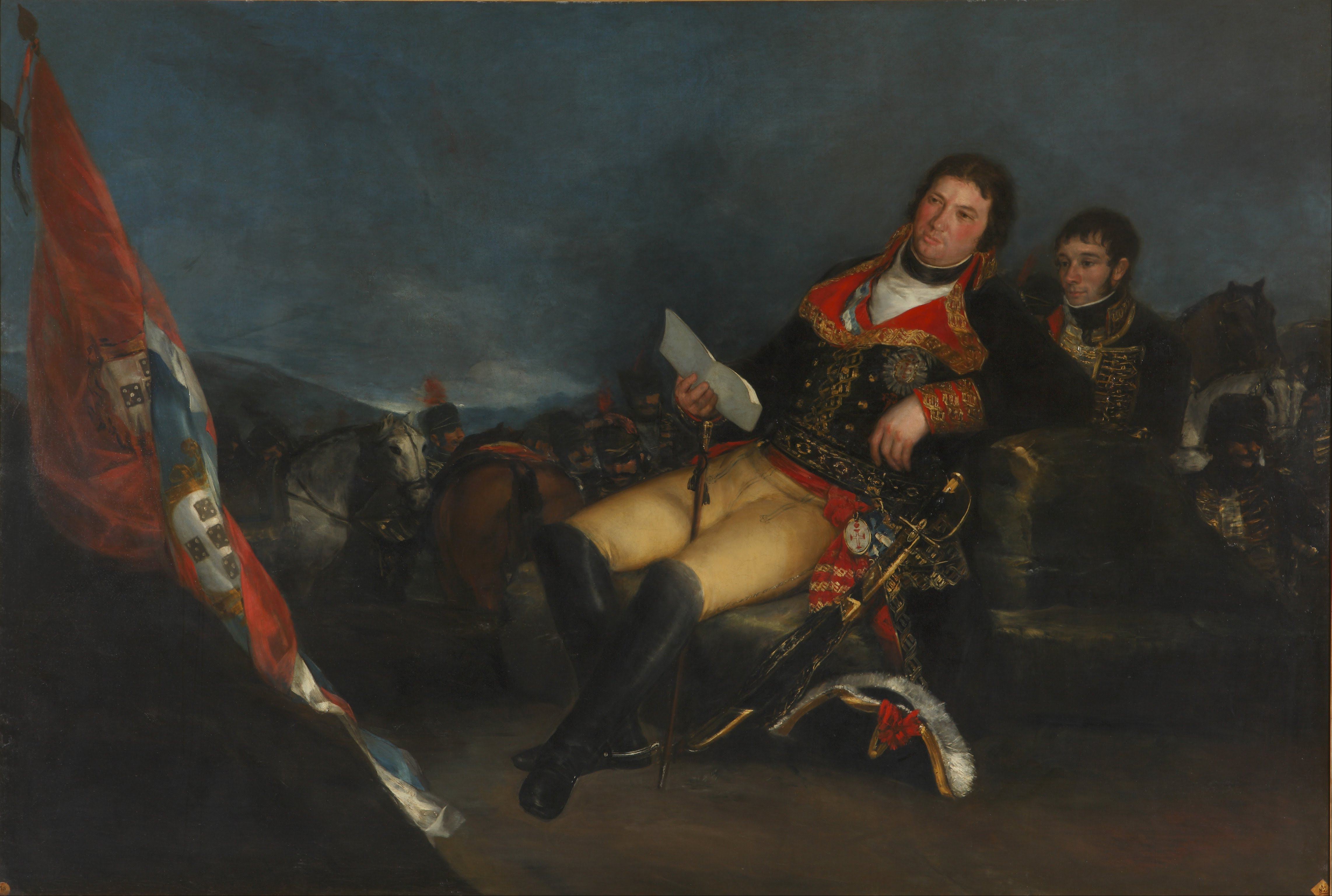
Manuel de Godoy, di Francisco Goya

Lo spirito di riforma che aveva caratterizzato il regno di Carlo III come un'epoca di rinnovata prosperità per la Spagna, si estinse con il regno di Carlo IV. La sua regina e l'amante di lei erano disinteressati al miglioramento della burocrazia spagnola e consideravano Floridablanca come un esponente di quel tipo di liberalismo che stava facendo a pezzi la Francia. La fazione aragonese guidata da Aranda, alleata a molte delle cause che si erano opposte alle riforme di Carlo III, riuscì a disfare molti dei cambiamenti introdotti durante il regno di Carlo III.
Dopo l'esecuzione di Luigi XVI, nel 1793, 20.000 uomini vennero mobilitati e marciarono verso il confine francese. L'esercito comunque era stato lasciato languire durante il regno di Carlo III, ed era mal equipaggiato e male addestrato a far fronte ad una invasione francese. La Navarra venne presa rapidamente dai francesi, anche se gli spagnoli riuscirono a mantenere la posizione in Catalogna e addirittura invasero la Linguadoca francese. Godoy, non impressionato dall'efficacia dell'esercito spagnolo, decise di scendere a patti con la nuova Repubblica Francese, e nel 1795 firmò il Trattato di Basilea, garantendo la pace con la Francia con la cessione di Santo Domingo alla Repubblica.

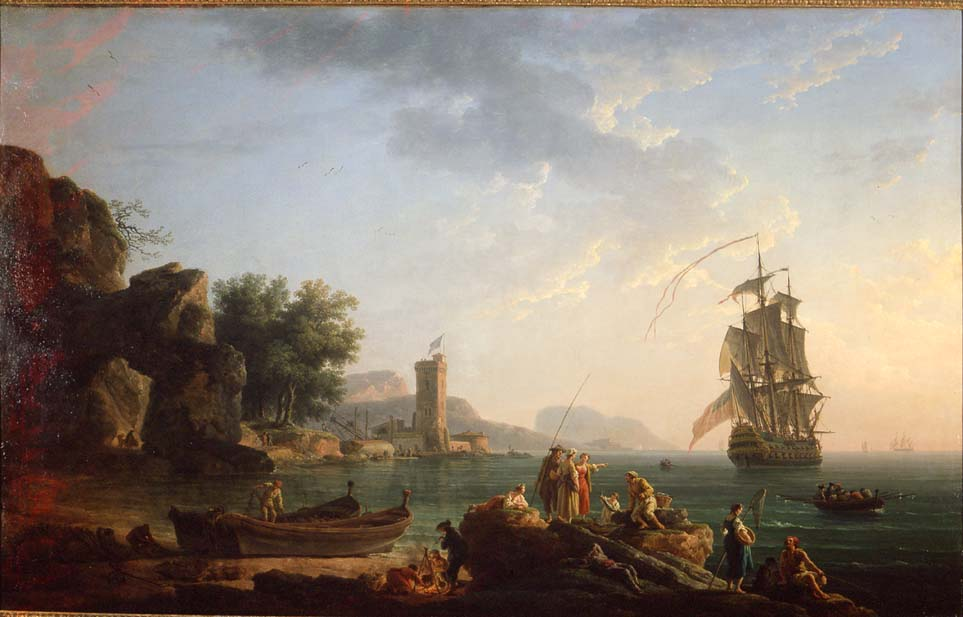
Scena costiera con nave da guerra britannica di Claude-Joseph Vernet. Il blocco britannico alla Spagna, combinato con la sconfitta delle forze britanniche in Sud America incoraggiò i movimenti indipendentisti latino americani contro l'Impero Spagnolo.

Godoy, avendo abbandonato i suoi alleati nel Regno Unito e in Austria, dovette prendere una decisione: continuare a combattere la Francia rivoluzionaria che aveva già sconfitto la Spagna una volta, o unirsi ad essa e sperare in tempi migliori. Gli spagnoli, dopo essersi inizialmente opposti ai francesi, firmarono il Trattato di San Ildefonso nel 1796, alleando Spagna e Francia, in cambio del supporto francese per i parenti di Carlo IV che governavano il Ducato di Parma. Come risposta, i britannici posero un blocco sulla Spagna nel 1797, separandone l'impero coloniale dalla madrepatria. Alla fine del 1798, la flotta spagnola era stata sconfitta dai britannici, e Minorca e Trinidad vennero occupate. Nel 1800, gli spagnoli restituirono la Louisiana alla Francia, che l'aveva ceduta loro come compensazione per le perdite alla fine della guerra dei sette anni.
I portoghesi, che si opponevano ai francesi, proseguirono il commercio con i britannici nonostante una serie di richieste francesi perché chiudessero i loro porti alle navi britanniche. Nel 1801, gli spagnoli consegnarono un ultimatum per conto della Francia, e nella guerra di confine che ne seguì, occuparono la città di Olivenza (Olivença) prima che i portoghesi accettassero le richieste di francesi e spagnoli. La città - che è disputata ancora oggi - continua ad essere amministrata dalla Spagna, anche se il Portogallo sostiene che il Congresso di Vienna ne decretò il ritorno in Portogallo.

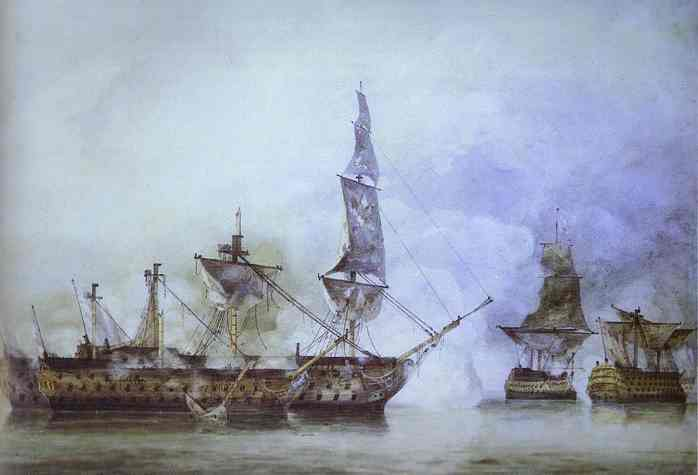
La Nave di Sua Maestà "Victory", Cap. E. Harvey, nella Memorabile battaglia di Trafalgar tra due navi francesi di John Constable

Il Trattato di Amiens, del 1802, fornì una tregua temporanea alle ostilità, che venne rotta nel 1804 quando i britannici catturarono una flotta spagnola carica di tesori al largo di Cadice. I francesi progettarono un'invasione dell'Inghilterra per l'anno seguente e la flotta spagnola sarebbe stata parte integrante nel supporto a tale tentativo. Nella battaglia di Trafalgar del 1805, la marina spagnola e flotta mediterranea francese, tentando di unirsi alle flotte francesi a nord per l'invasione, vennero attaccate dall'Ammiraglio Nelson che era alla guida di una flotta britannica, in uno dei più grandi scontri navali della storia. La disastrosa sconfitta patita da spagnoli e francesi, assicurò ai britannici il controllo dei mari per un secolo, e scosse seriamente la risolutezza degli spagnoli che iniziarono a dubitare dell'utilità della loro alleanza con la Francia.

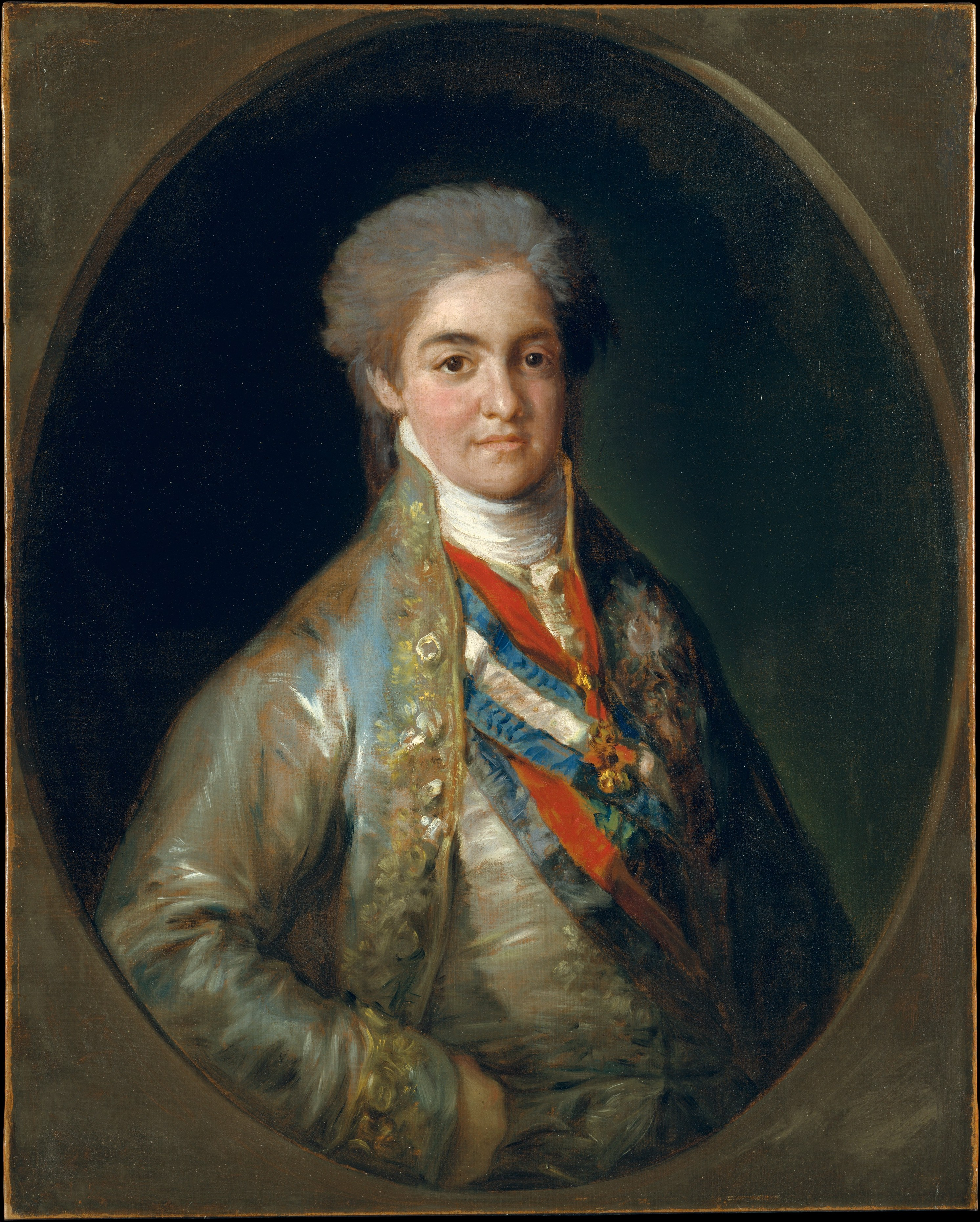
Ferdinando VII, Principe delle Asturie di Francisco Goya

Dopo Trafalgar, Godoy si ritirò dal Blocco continentale che Napoleone aveva escogitato per combattere i britannici, solo per unirvisi di nuovo nel 1807 dopo che Napoleone aveva sconfitto i prussiani. Napoleone, comunque, aveva perso fiducia in Godoy e in re Carlo; inoltre in Spagna cresceva il supporto al figlio del re, Ferdinando, che si opponeva al sempre più impopolare Godoy. Ferdinando favoriva un'alleanza con il Regno Unito, e Napoleone dubitava dell'affidabilità della lealtà spagnola.
Nel 1808, Spagna e Francia si accordarono per spartirsi il Portogallo, che aveva rinnovato il suo sostegno ai britannici dopo Trafalgar. Francesi e spagnoli occuparono rapidamente la nazione. Il principe Ferdinando si recò in Francia, e si diffusero voci secondo cui chiese a Napoleone di estromettere Godoy dal potere; il re spagnolo si schierò con il suo favorito. Scoppiarono rivolte in Spagna contro Godoy, che venne arrestato da una folla. per salvarlo, il re abdicò in favore del figlio Ferdinando. Napoleone, comunque, aveva perso fiducia nella monarchia spagnola e quando Ferdinando tornò in Francia per ottenere il sostegno dell'imperatore, Napoleone fece pressioni su di lui perché abdicasse. Il suo posto venne preso da Giuseppe Bonaparte, fratello di Napoleone. Gli spagnoli scelsero di resistere.

## Guerra d'indipendenza (1808-1814)

Le esecuzioni del tre di maggio di Francisco Goya

Il popolo spagnolo si strinse attorno alla causa del principe Ferdinando, il quale, benché prigioniero in Francia, venne reso un eroe nazionale in quella che per la Spagna divenne una "guerra d'indipendenza". Godoy, Carlo IV e sua moglie si ritirarono prima in Francia e poi in Italia e abbandonarono permanentemente la politica spagnola.
L'installazione di Giuseppe Bonaparte come re di Spagna fece scoccare la scintilla della rivoluzione. Il 3 maggio 1808, una rivolta a Madrid venne soppressa nel sangue dall'esercito francese, che si trovava ora a tentare l'occupazione sia del Portogallo che della Spagna. L'incidente e la percepita brutalità della risposta francese crearono un punto d'incontro per i rivoluzionari spagnoli; le esecuzioni vennero catturate su tela dal famoso pittore spagnolo Francisco Goya. L'esercito spagnolo, nel suo insieme, si pronunciò a favore di Ferdinando e si unì a britannici e portoghesi in un fronte unico contro i francesi.

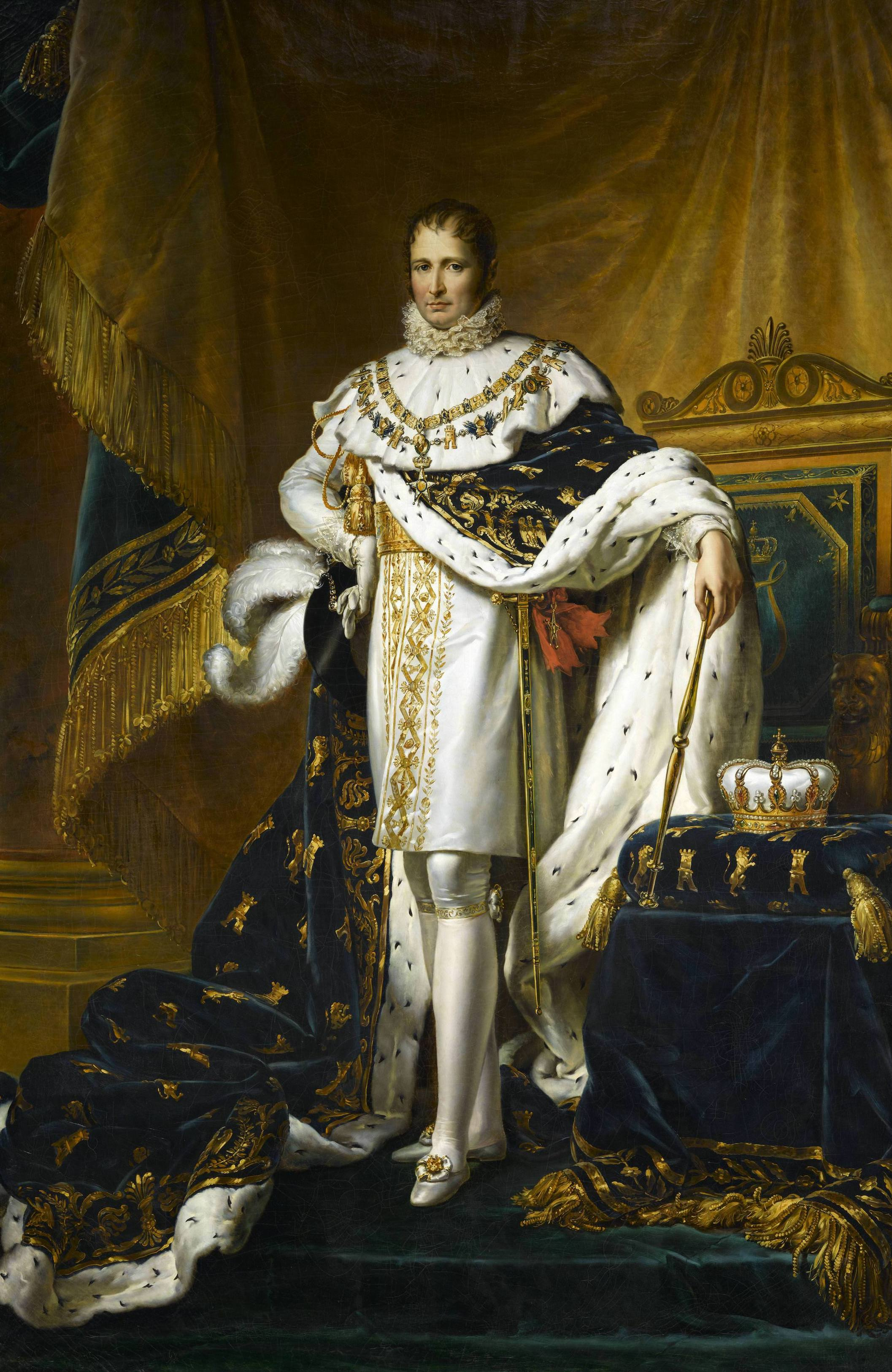
Giuseppe Bonaparte, Re di Spagna (r. 1808-1814)

Vennero create delle giunte regionali che dichiararono non valida la monarchia di Giuseppe; il clero si aggregò contro i "senza Dio" francesi. Le giunte chiesero collettivamente aiuto ai britannici e Londra fu lieta di impegnarsi. La giunta di Siviglia si autoproclamò Giunta Suprema della Spagna nel 1808, e molte delle giunte regionali (e delle colonie nel Nuovo Mondo) accettarono la supremazia della Giunta di Siviglia, che divenne un governo provvisorio per la Spagna, durante l'assenza di Ferdinando. Una nuova offensiva francese nell'anno seguente la costrinse a ritirarsi a Cadice, dove sarebbe rimasta fin quasi alla fine della guerra.
Re Giuseppe tentò di riconciliarsi con gli spagnoli fin dall'inizio; a Bayonne, dopo l'abdicazione forzata di Ferdinando, Giuseppe radunò un'assemblea di notabili spagnoli per stilare una costituzione per il suo nuovo regime bonapartista. I membri più importanti della politica spagnola - compreso il Conte di Floridablanca - declinarono l'invito. Il governo e la costituzione che Giuseppe presentò, vennero visti come illegittimi. Giuseppe entrò a Madrid il 25 luglio 1808, quando la rivolta contro il suo governo era già in corso da tempo.

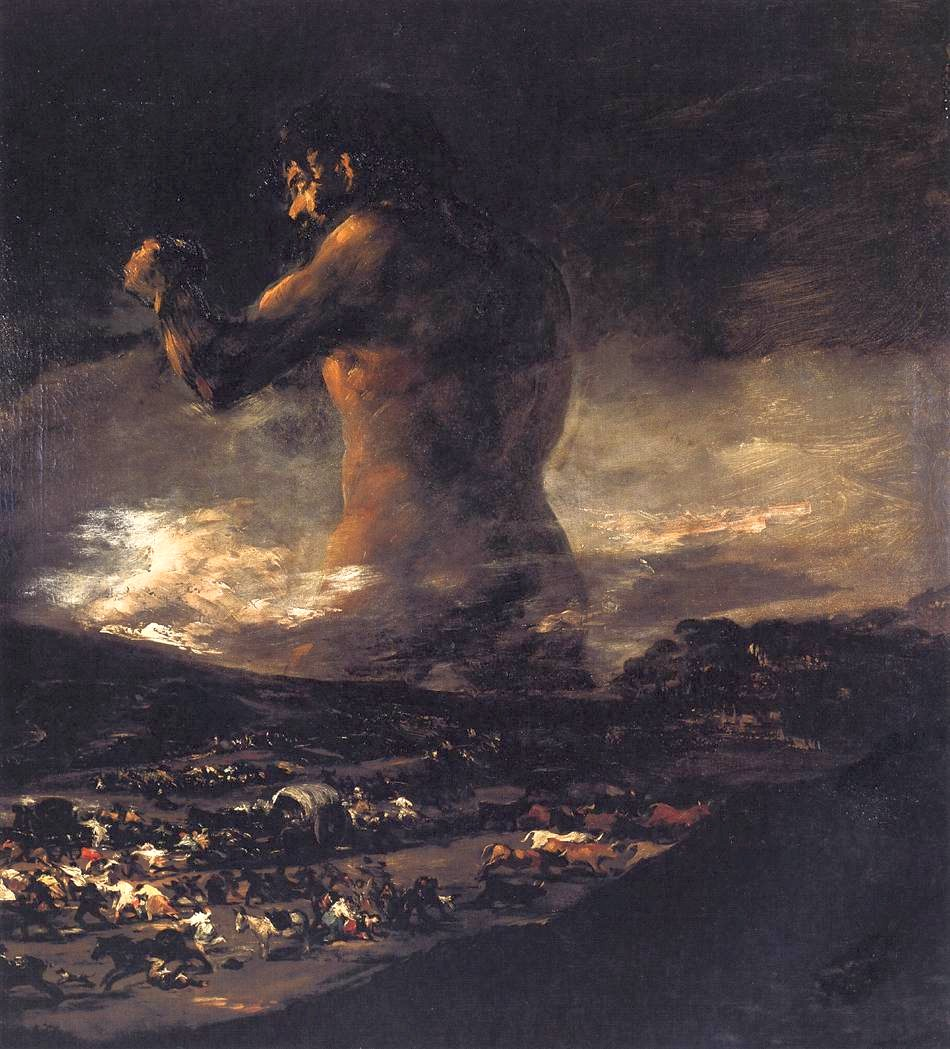
Il colosso di Francisco Goya, una rappresentazione della guerra in Spagna.

Una serie di vittorie contro i francesi nel 1808 spinse Napoleone in persona a invadere la Spagna nel 1809, costringendo i britannici e i loro alleati ad evacuare la penisola in due soli mesi. Soddisfatto, Napoleone pose il comando nelle mani di uno dei suoi marescialli, Nicolas Jean de Dieu Soult. Con la distruzione dell'esercito spagnolo nel 1808, la resistenza spagnola si trasformò in una guerriglia selvaggia. Anche se numericamente superiore ai regolari degli eserciti britannico, portoghese e spagnolo, data l'efficacia della guerriglia spagnola, dei 350.000 uomini dell'Armée de l'Espagne, 200.000 vennero impiegati nella protezione delle vulnerabili linee di approvvigionamento francesi che si estendevano per tutta la larghezza della Spagna.
Molti liberali spagnoli - nel solco della tradizione di Carlo III e dei suoi ministri - vedevano in una stretta relazione con la Francia la speranza per l'inizio della modernità e del progresso nel loro paese. I cosiddetti "afrancesados" salutarono l'abolizione dell'Inquisizione e l'instaurarsi di una monarchia secolare e liberale con entusiasmo, ma, con il prolungarsi dell'occupazione francese, la popolarità del governo invasore svanì persino fra i liberali. Nel 1812, molti degli afrancesados erano già divenuti membri della guerriglia spagnola. La Costituzione spagnola del 1812 (la "Costituzione di Cadice") fu stilata dalla Giunta (Junta) suprema: scritta da un'assemblea in cui predominavano i riformatori liberali, descriveva una monarchia costituzionale; l'Inquisizione doveva essere abolita, anche se il cattolicesimo romano rimaneva la religione di Stato e l'eresia era ancora considerata un crimine. La Costituzione, inoltre - la prima nella storia spagnola -, garantiva la libertà di parola, di associazione e il suffragio universale maschile. Come risposta, la Francia occupò temporaneamente la Catalogna.

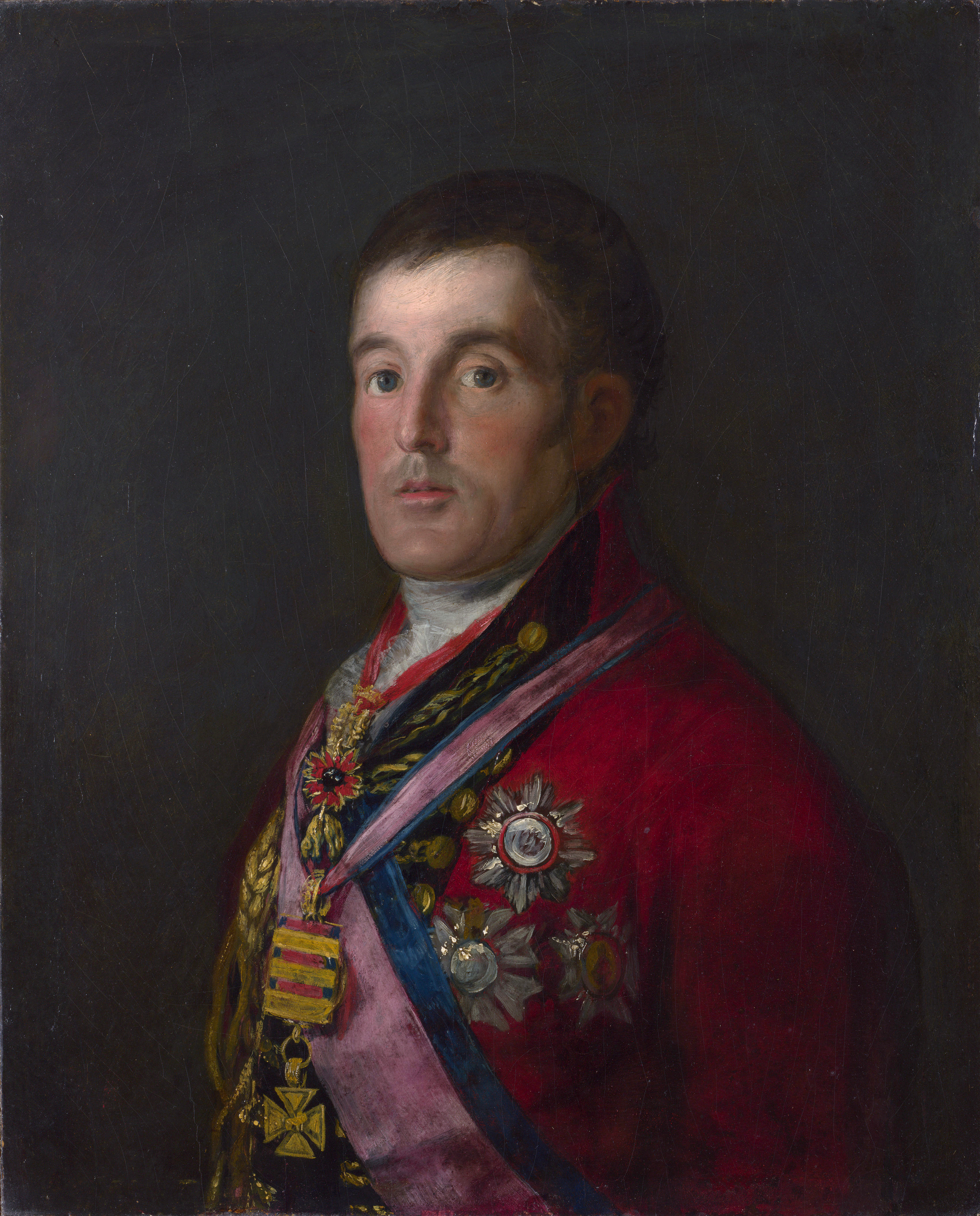
Sir Arthur Wellesley, duca di Wellington, comandante delle forze britanniche in Spagna e Portogallo

Gli Inglesi, sotto il comando di Arthur Wellesley, invasero la Spagna dal Portogallo nel 1810. Un'armata spagnola, messa insieme dai resti dell'esercito spagnolo e da volontari, si unì a loro e sconfisse i Francesi, guidati personalmente da Giuseppe Bonaparte, nella battaglia di Talavera de la Reina. Per questa vittoria, Wellesley fu creato duca di Wellington; occupò Madrid il 6 agosto 1812, ma non molto tempo dopo Talavera fu costretto a ritirarsi di nuovo in Portogallo. Quando Napoleone dislocò truppe per la sua offensiva in Russia, Wellington vide un'opportunità a attaccò di nuovo nel 1813. Nella battaglia di Vitoria, il 21 giugno 1813, i Francesi, sempre sotto il comando del re, furono nuovamente sconfitti e spinti indietro fino ai Pirenei nei primi giorni di luglio. I combattimenti proseguirono fra le montagne per tutto l'inverno, e nella primavera del 1814 gli alleati avanzarono nel sud della Francia.
Ferdinando venne liberato dai Francesi dopo la caduta di Napoleone nel 1814. Al suo arrivo in Spagna, l'interrogativo comune era se avrebbe giurato sulla Costituzione del 1812, che la Suprema Junta aveva redatto in sua vece. Questa, che limitava inoltre considerevolmente i potevi del sovrano in favore di una legislatura unicamerale, era molto impopolare fra il clero conservatore spagnolo e tra le classi popolari, che l'associavano con i nemici francesi solo da poco scacciati dal paese. Ferdinando rifiutò di accettare la costituzione liberale, e continuò a governare la Spagna da monarca assoluto come suo padre Carlo IV di Spagna.